# A un punto morto
A un punto morto è il dodicesimo libro del Ciclo di Sookie Stackhouse scritto da Charlaine Harris.
Uscito il primo maggio 2012 con il titolo originale Deadlocked negli USA, arriva in Italia il 20 giugno 2012, parla ancora una volta delle avventure di Sookie. 

## Trama
Cresciuta con il dono della telepatia, Sookie si accorge subito che ci sono cose che era meglio non sapere. Ora che è adulta sa che ci sono certe cose che conosce, ma è meglio far finta di non aver visto. Eric si è nutrito da un'altra donna, più giovane, Sookie vorrebbe parlarne, ma è meglio tacere. Felipe de Castro, re della Louisiana, dell'Arkansas e del Nevada, è in città ed è il momento peggiore per trovare un cadavere in cortile soprattutto se è la donna di cui Eric si è nutrito. Ora tocca a Sookie e Bill, ufficiale Investigatore dell'Area Cinque, risolvere il mistero di questo omicidio. 
Sookie pensa che almeno per questa volta il destino della ragazza morta non abbia niente a che vedere con lei, ma si sbaglia. Ha un nemico, molto più subdolo di quanto lei avesse mai sospettato, che ha un unico obiettivo: far crollare il suo mondo.